# Dean Ward
Dean Martin Ward (Portsmouth, 30 de junio de 1963) es un deportista británico que compitió en bobsleigh.
Participó en tres Juegos Olímpicos de Invierno, entre los años 1994 y 2002, obteniendo una medalla de bronce en Nagano 1998, en la prueba cuádruple (junto con Sean Olsson, Courtney Rumbolt y Paul Attwood), y el octavo lugar en Lillehammer 1994, en la misma prueba.

## Palmarés internacional
| Juegos Olímpicos | Juegos Olímpicos | Juegos Olímpicos  | Juegos Olímpicos |
| Año              | Lugar            | Medalla           | Prueba           |
| ---------------- | ---------------- | ----------------- | ---------------- |
| 1998             | Nagano (Japón)   | Medalla de bronce | Cuádruple        |